# Emil Leeb
Emil Leeb (17. června 1881 v Pasově – 8. září 1969 v Mnichově) byl veterán první světové války a německý generál za druhé světové války v hodnosti General der Artillerie (generál dělostřelectva). Známý je především díky svému působení jako vedoucí armádního zbrojního úřadu (Heeres-Waffenamt). Jeho starším bratrem byl vysoce vyznamenaný polní maršál nacistického Německa, Wilhelm von Leeb.

## Mládí a první světová válka
Narodil 17. června roku 1881 ve východobavorském městě Pasově. Následně se rozhodl, stejně jako jeho starší bratr Wilhelm (pozdější polní maršál), vstoupit do královské bavorské armády. Po dokončení vojenského vzdělání u kadetního sboru byl v létě roku 1901 zařazen jako praporčík (Fähnrich) k 4. bavorskému pluku polního dělostřelectva (4. Bayerisches Feld-Artillerie-Regiment "König").
K 1. říjnu 1932 se stal plukovníkem Reichswehru. Ještě v této hodnosti převzal 1. dubna 1935 15. dělostřeleckou divizi Wehrmachtu (ve Frankfurtu nad Mohanem) jako velitel. 1. července 1935 byl povýšen do hodnosti generálmajora a 1. srpna 1937 do hodnosti generálporučíka. S 11. armádním sborem, kterému od 1. dubna velel, se zúčastnil rámci 10. armády Wehrmachtu při armádní skupině Jih invaze do Polska. Po smrti Karla Beckera se stal 16. dubna 1940 šéfem armádního vyzbrojovacího úřadu, který vedl až do 1. února 1945. Kromě toho se podílel na pracovní skupině Hromosvod, která se zabývala vývojem biologických zbraní. Leeb byl také členem dozorčí rady Reichswerke Hermann Göring.
V roce 1957 patřil k zakladatelům Deutsche Gesellschaft für Wehrtechnik - Německému spolku pro obrannou techniku, lobbistickému sdružení zbrojního průmyslu. Zemřel v roce 1969 v Mnichově a byl pohřben v Waidringu v Tyrolsku.

## Shrnutí vojenské kariéry

### Data povýšení
- Fähnrich – 7. červenec 1901
- Leutnant – 9. březen 1903
- Oberleutnant – 26. říjen 1911
- Hauptmann – 1. červen 1915
- Major – 1. února 1925
- Oberstleutnant – 1. prosinec 1929
- Oberst – 1. říjen 1932
- Generalmajor – 1. červenec 1935
- Generalleutnant – 1. srpen 1937
- General der Artillerie – 1. duben 1939

### Válečná vyznamenání
- Rytířský kříž válečného záslužného kříže s meči – 14. červen 1944
- Německý kříž ve stříbře – 1. září 1943
- Válečný záslužný kříž I. třídy s meči
- Válečný záslužný kříž II. třídy s meči
- Spona k pruskému železnému kříži II. třídy
- Spona k pruskému železnému kříži I. třídy
- Pruský železný kříž I. třídy – (první světová válka)
- Pruský železný kříž II. třídy – (první světová válka)
- Bavorský vojenský záslužný řád IV. třídy s meči – (první světová válka)
- Bavorská jubilejní medaile prince Luitpolda – (první světová válka)
- Rakouský vojenský záslužný kříž III. třídy s válečnou dekorací – (první světová válka)
- Kříž cti
- |  |  |  Služební vyznamenání Wehrmachtu od IV. do I. třídy